# Mignon (opéra)
Pour les articles homonymes, voir Mignon (homonymie).

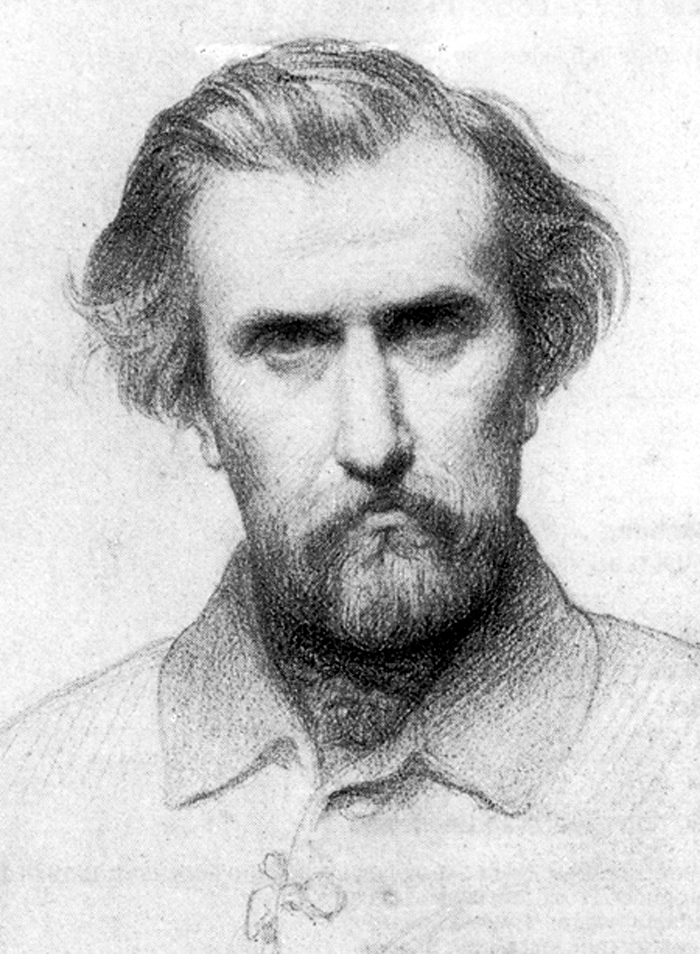
Ambroise Thomas.

Mignon est une tragédie lyrique en trois actes et cinq tableaux, musique d'Ambroise Thomas, livret de Jules Barbier et Michel Carré d'après Les Années d'apprentissage de Wilhelm Meister de Goethe, créée à l'Opéra-Comique à Paris le 17 novembre 1866 sous la direction de Théophile Tilmant.

## Historique
Ce sont les librettistes Jules Barbier et Michel Carré qui furent à l'origine du projet de Mignon. Après avoir adapté avec succès le Faust de Goethe, ils décidèrent de s'attaquer à Wilhelm Meister. Ils proposèrent d'abord le livret à Meyerbeer, qui le refusa car trop éloigné du modèle, puis à Gounod, et enfin à Ambroise Thomas. Ce dernier, connu essentiellement comme compositeur d'opéras-comiques, avait connu quelques succès mais aucune de ses œuvres n'était restée longtemps à l'affiche. Avec Mignon, à plus de cinquante ans, le compositeur devait enfin connaître le triomphe et une gloire internationale, confortée deux ans plus tard par son Hamlet.
À l'origine, Mignon fut créé avec un dénouement tragique, puisque Mignon, comme dans le roman de Goethe, mourait brutalement dans une fête de village, à la vue de Philine. Cette fin heurtait la convention alors en vigueur – et qui ne fut abandonnée qu'avec Carmen de Georges Bizet en 1875 – qui voulait que les opéras-comiques se terminassent heureusement. Aussi l'œuvre, lors des premières représentations, fut-elle accueillie tièdement. « C'est alors, rapporte Jules Barbier, que, comme des gens pratiques que nous étions, nous nous dîmes : mais pour respecter cette disparition de Mignon, à peine indiquée dans le roman de Goethe, nous nous privons de 7 à 800 représentations ! Il vaudrait beaucoup mieux les marier comme de braves bourgeois et laisser la place ouverte à leur nombreuse postérité. » Cela fut fait et l'ouvrage connut alors un très grand succès.
Napoléon III assista à la 22e représentation et, enthousiasmé, fit donner 15 représentations l'année suivante pour les souverains européens réunis à Paris pour l'Exposition universelle de 1867. Dès 1868, l'opéra fut représenté à Weimar et à Vienne où il devint rapidement populaire. En 1870, Mignon fut donné à Londres en italien avec un très grand succès. En 1894, Mignon fêta sa 1000e représentation à l'Opéra-Comique, devenant le premier ouvrage lyrique à avoir été joué mille fois du vivant du compositeur.
Pour répondre au succès, Ambroise Thomas transforma Mignon en grand opéra en orchestrant les dialogues parlés, transformés en récitatifs. C'est dans cette version que l'ouvrage continue d'être occasionnellement repris. Thomas mit également au point une version avec une fin dramatique, spécialement destinée aux pays germaniques, où l'ouvrage original de Goethe était bien connu du public.

### Artistes à la création
- Mignon : Célestine Galli-Marié
- Philine : Marie Cabel
- Wilhelm Meister : Léon Achard
- Lothario : Charles Bataille
- Bernard, Couderc, Davoust et Voisy pour les autres rôles.

## Livret

### Personnages
- Mignon, mezzo-soprano
- Philine, comédienne, soprano
- Wilhelm Meister, étudiant, ténor
- Lothario, chanteur itinérant, baryton-basse
- Frédéric, mezzo-soprano
- Laërte, ténor
- Jarno, basse
- Antonio, basse
- Villageois, bourgeois, bohémiens

### Argument

#### Acte I: Dans la cour de quelque auberge
Devant des villageois assemblés, un musicien itinérant, Lothario, chante sa douleur : il recherche sa fille Sperata, disparue il y a longtemps. Arrive une troupe de bohémiens dirigée par le cruel Jarno qui fait sa représentation sous le regard de deux comédiens, la coquette Philine et le spirituel Laërte. Jarno annonce que la jeune Mignon va exécuter le « pas des œufs » mais l'enfant refuse. Au moment où Jarno va la frapper, un jeune et riche étudiant, Wilhelm Meister, s'interpose. Philine est très intéressée par le jeune homme, qui explique à Laërte qu'il mène une existence oisive et joyeuse, et qui, intéressé à son tour par Philine, décide de faire sa conquête.
Arrive Mignon, venue remercier Wilhelm Meister de son aide. Le jeune homme l'interroge mais elle répond de façon mystérieuse, car elle ignore son âge, a perdu ses parents, et se souvient seulement d'avoir été enlevée dans un pays ensoleillé, peut-être l'Italie : elle chante l'air « Connais-tu le pays où fleurit l'oranger ? ». Ému par ce récit, Wilhelm Meister achète à Jarno la liberté de Mignon.
Philine retrouve un de ses soupirants, Frédéric, qui est furieux de la présence de Wilhelm. Laërte apporte une invitation du baron de Rosenberg, oncle de Frédéric, à venir donner une représentation dans son château.
Mignon veut suivre Wilhelm Meister ; ce dernier refuse d'abord mais finit par céder à condition qu'elle se travestisse.

#### Acte II: Dans le boudoir du château de Rosenberg
Philine se prépare pour la représentation du Songe d'une nuit d'été de Shakespeare. Wilhelm lui rend visite, accompagné de Mignon habillée en page. Philine se moque de Mignon. Celle-ci décide de se parer avec les effets de Philine pour séduire Wilhelm. Ce dernier tombe sur Frédéric et les deux jeunes hommes se disputent. Mignon sort de sa cachette pour les séparer mais Wilhelm, qui réalise qu'elle n'est qu'une enfant, lui demande de partir. Arrive Philine qui voit Mignon revêtue de ses vêtements. Elle les lui abandonne en se moquant mais Mignon ôte la robe avec colère car elle est désespérée de voir que Wilhelm aime Philine. Elle se confie à Lothario qui vient d'arriver au château et qui décide de l'aider à se venger.
Dans le parc, Philine triomphe dans son rôle de Titania : elle chante la polonaise « Je suis Titania la blonde… ». Lothario survient comme égaré : il a mis le feu au château. Philine envoie Mignon chercher son bouquet dans les flammes. Elle est sauvée du feu par Wilhelm.

#### Acte III: La galerie d'un palais en Italie
Lothario a amené Mignon et Wilhelm dans le palais des Cipriani. Il veille sur le sommeil de la jeune fille. Wilhelm la contemple et comprend qu'il est amoureux d'elle. Il veut lui acheter le palais. Laërte l'avertit que Philine les a suivis et qu'elle est là. Mignon s'éveille et Wilhelm lui déclare son amour, mais la voix de Philine l'interrompt et Mignon s'évanouit.
Lothario entre, revêtu d'un habit magnifique et portant un coffret et leur révèle que le palais lui appartient. Wilhelm et Mignon le prennent pour un fou. Lothario offre à la jeune fille une écharpe brodée, un bracelet de corail et un livre d'heures. Mais Mignon n'a pas besoin d'ouvrir le livre pour dire la prière. Peu à peu, ses souvenirs reviennent et elle reconnaît le palais de son enfance. Lothario est son père et elle n'est autre que Sperata. Elle s'effondre, brisée par l'émotion.

## Interprètes

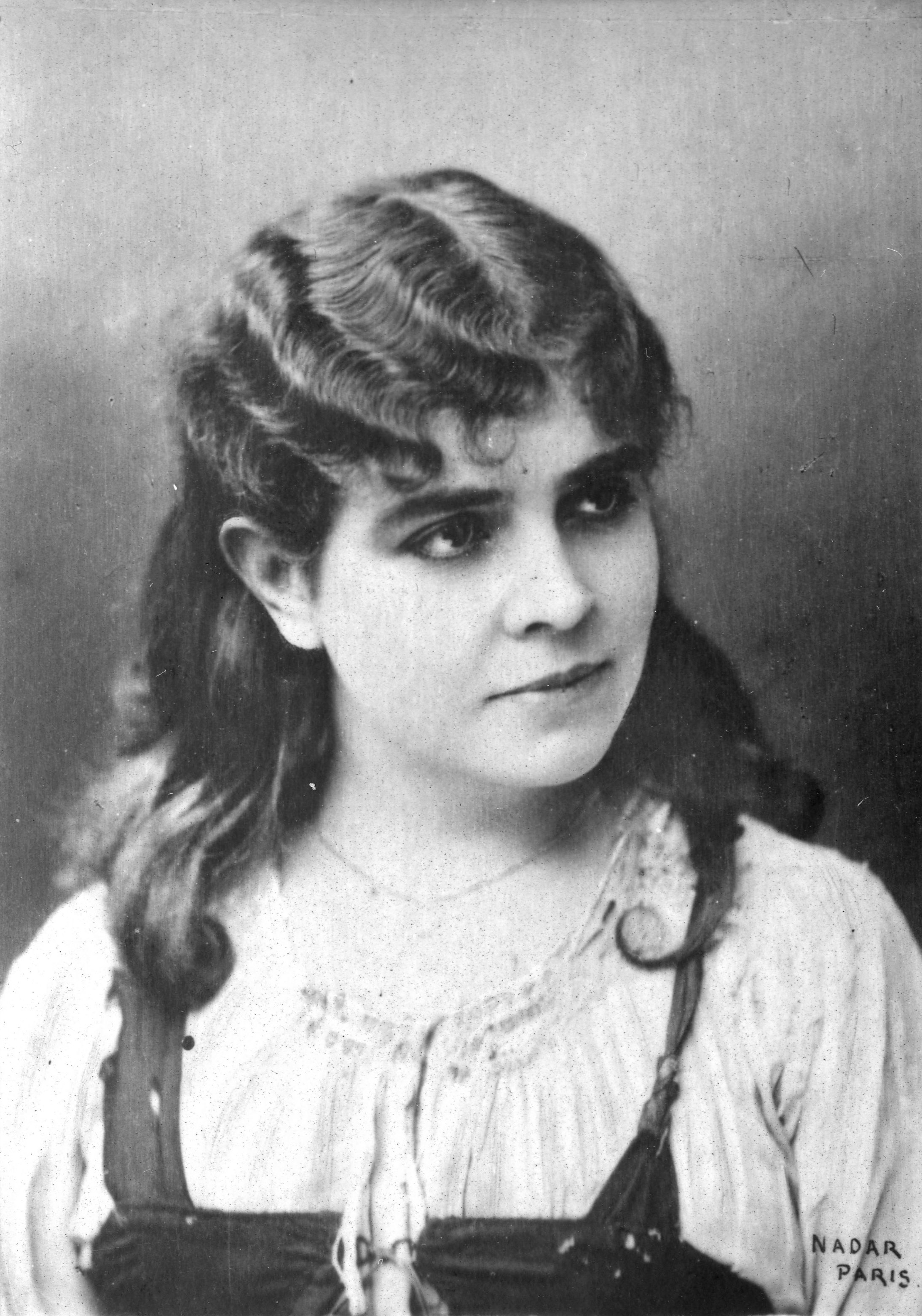
Célestine Galli-Marié, qui interprète le rôle-titre lors de la première.

Lors de la première en 1866, Mignon bénéficiait d'une distribution de grande qualité. L'interprétation de Célestine Galli-Marié dans le rôle-titre contribua grandement au succès de l'ouvrage. Elle était entourée de Marie Cabel (Philine), Léon Achard (Wilhelm) et Charles Aimable Bataille (Lothario).
À Londres, en 1870, Christine Nilsson, qui avait créé le rôle d'Ophélie de Hamlet en 1868, triompha dans le rôle de Mignon. Jean-Baptiste Faure incarnait Lothario.
Sigrid Arnoldson fut une des plus célèbres Mignon dans les années 1900. Elle avait débuté dans le rôle à l'Opéra-Comique en 1887 et le chanta dans le monde entier : en 1907, elle célébra à Dresde sa 500e représentation de l'ouvrage. À cette occasion, Madame Ambroise Thomas lui écrivit : « vous êtes toujours pour moi la Mignon favorite du maître. Combien je vous suis restée reconnaissante d'être restée fidèle à ce rôle poétique, à ce rôle dont vous avez su trouver l'idéal. »
1907 à l'Opéra de Manhattan, Clotilde Bressler-Gianoli joue le rôle principal dans la pièce.

## Incendie de la seconde Salle Favart
Le 25 mai 1887 à 21 heures, un incendie détruit la seconde Salle Favart pendant la représentation du premier acte de Mignon. Cet incendie, provoqué par une défectuosité de l'éclairage au gaz de la herse située au-dessus de la scène, coûte la vie à quatre-vingt-quatre personnes, dont quatre danseurs, deux choristes, quatre habilleuses, quatre ouvreuses, et met au chômage tout le personnel. Le gouvernement paye une compensation aux victimes et un concert est donné au bénéfice des employés de l'Opéra-Comique, qui s'installe provisoirement au théâtre des Nations, place du Châtelet.

## Airs célèbres
Parmi les airs les plus connus de l’opéra on trouve, par ordre d’apparition dans la partition :
- le’air de Mignon  « Connais-tu le pays » - Acte I
- le duo entre Lothario et Mignon « Légères hirondelles » - Acte I
- le rondo-gavotte de Frédéric « C’est moi… Me voici dans son boudoir » - Acte II
- l’air de Philine « Je suis Titania la blonde… » - Acte II